# Zdeňka
Zdeňka, resp. Zdenka, je ženské křestní jméno (viz Zdeněk). V českém občanském kalendáři má svátek 23. června. Domácky též někdy Zdena či Zdenička. Zdenka je osamostatnělá domácká podoba slovanského jména Zdeslava.
Tradičně se udává jako slovanská ženská varianta mužského jména Sidonius, které označuje člověka ze Sidonie, antického města v dnešním Libanonu (Saida), a tedy obsahově zcela nesourodé, ačkoliv zvukově podobné.
Někdy se udává domněnka, že ve jméně je patrný slovanský kořen slova „dělat“. Tomu by ale odpovídala (lidově rovněž užívaná) verze Zděnka.

## Statistické údaje
Následující tabulka uvádí četnost jména Zdeňka v Česku a pořadí mezi ženskými jmény ve srovnání dvou roků, pro které jsou dostupné údaje MV ČR – lze z ní tedy vysledovat trend v užívání tohoto jména:
| Rok       | Četnost     | Pořadí      |
| 1999      | 87 114      | 15.         |
| 2002      | 85 415      | 15.         |
| Porovnání | o 1699 méně | žádná změna |

Změna procentního zastoupení tohoto jména mezi žijícími ženami v ČR (tj. procentní změna se započítáním celkového úbytku žen v ČR za sledované tři roky) je 1,2 %.

## Známé nositelky jména
- Zdenka Česká – saská vévodkyně a dcera krále Jiřího z Poděbrad
- Zdenka Bergrová – česká básnířka a překladatelka
- Zdena Borisová – slovenská politička
- Zdenka Braunerová – česká malířka
- Zdeňka Havlíčková – dcera K. H. Borovského
- Zdena Hadrbolcová – česká herečka
- Zdeňka Lorencová – česká zpěvačka
- Zdenka Deitchová – česká autorka animovaných filmů
- Zdenka Predná – slovenská zpěvačka
- bl. Zdenka Cecília Schelingová – slovenská řeholnice a mučednice
- Zdena Studenková – slovenská herečka
- Zdenka Tichotová – česká folková zpěvačka
- Zdenka Volavková – česká kunsthistorička
- Zdeňka Novotná – žena, kterou proslavil internetový mem Bába pod kořenem